# Ann Bent
Ann Bent, född 1768, död 1857, var en amerikansk affärsidkare. Hon upptogs jämsides med hårfrisörskan Harriet Ryan i Memorial History of Boston som ett framstående exempel på de mest respekterade kvinnorna i affärslivet i Boston vid sekelskiftet 1800. 
Ann Bent blev vid sexton års ålder lärling vid en 'crockery and dry goods' och porslinsfirma i Boston. När hon år 1789 fyllde 21 och därmed enligt lag som ogift kvinna blev myndig, öppnade hon sin egen butik på Marlborough Street i Boston. Hennes företag blev ett av de mest framgångsrika i Boston inom sin kategori, och det nämns att hon sällan behövde annonsera. Hon ska med framgång ha utnyttjat idén om hög kvalitet ifråga om smak och stil. 